# Luigi Grassi
Luigi Grassi (* um 1740 in Rom; † um 1802 in Pisa) war ein italienischer Opernsänger (Tenor).

## Leben
Luigi Grassi kam 1766 nach Deutschland, wo er 1768 als erster Tenor an der königlichen Oper von Berlin angestellt wurde. Hier sang er zahlreiche Partien in Opern berühmter zeitgenössischer deutscher und italienischer Komponisten. So verkörperte er u. a. den Merope in Niccolò Jommellis Fetonte, den Jarba in der vom deutschen Komponisten Johann Adolph Hasse stammenden Vertonung des Librettos Didone abbandonata und 1771 den Tezeuco in Montezuma von Carl Heinrich Graun. Gegen Ende seiner Gesangskarriere trat er am 2. Februar 1788 als Cepheus in der Uraufführung der Oper Andromeda von Johann Friedrich Reichardt auf. 1789 wurde er vom preußischen König wegen seiner geschwächten Gesundheit mit einer lebenslangen jährlichen Pension von 500 Talern verabschiedet. Er wählte seinen Wohnsitz in Pisa, wo er sich mit der Komposition kleiner Klavierstücke (meist Variationen beliebter Opernthemen) beschäftigte und um 1802 starb.